# Madera County
Madera County er et amt beliggende i Sierra Nevada-bjergene, i den centrale del af den amerikanske delstat Californien. Hovedbyen i amtet er Madera. I år 2010 havde amtet 150.865 indbyggere. Dele af Yosemite National Park er beliggende i den nord-østlige del af amtet.

## Historie
Amtet blev grundlagt i 1893 fra den sydlige del af Mariposa County. Dette skete efter en folkeafstemning den 16. maj 1893, hvor man med stemmerne 1.179 mod 358, besluttede at etablerede det nye amt. 

## Geografi
Ifølge United States Census Bureau er Maderas totale areal på 5.577, km², hvoraf de 45,2 km² er vand. 

### Grænsende amter
- Fresno County - syd, vest
- Merced County - nordvest
- Mariposa County - nord
- Tuolumne County - nordøst
- Mono County - nordøst

### Byer i Madera
| - Ahwahnee - Bass Lake - Bonadelle Ranchos-Madera Ranchos - Chowchilla - Coarsegold - Fairmead - Knowles - La Vina - Madera - Madera Acres - Nipinnawasee | - North Fork - O'Neals - Oakhurst - Parksdale - Parkwood - Raymond - Ripperdan - Rolling Hills - Sugar Pine - Yosemite Lakes |